# بيتر هيرتل
بيتر هيرتل (بالألمانية: Peter Hertel)‏ هو مجدف ألماني، ولد في 1943.

## وصلات خارجية
- بيتر هيرتل على موقع الاتحاد الدولي للتجديف (الإنجليزية)